# یاسین بامو
یاسین بامو (انگلیسی: Yacine Bammou؛ زادهٔ ۱۱ سپتامبر ۱۹۹۱) بازیکن فوتبال اهل مراکش است.
از باشگاه‌هایی که در آن بازی کرده‌است می‌توان به باشگاه فوتبال نانت اشاره کرد.
وی همچنین در تیم ملی فوتبال مراکش بازی کرده‌است.